# 광교역
광교(경기대)역(Gwanggyo (Kyonggi University) Station, 光敎(京畿大)驛)은 대한민국 경기도 수원시 영통구 이의동에 있는 신분당선의 전철역이자 종착역이다. 신분당선의 유일한 지상역이다.

## 역사
- 2016년 1월 30일: 신분당선 정자역~광교역 구간 연장 개통과 함께 종착역으로 영업 개시

## 개요
인근에 경기대학교가 있으며, 산의천 하저터널로 광교중앙역과 연결된다.

## 역 구조
출입구는 2개다.

### 승강장
2면 2선의 상대식 승강장을 갖춘 지상역이며, 반밀폐형 스크린도어가 설치돼 있다.
| ↑ 광교중앙 |
| \| 하      |
| 시·종착역  |

| 상행 | ● 신분당선 | 광교중앙 · 수지구청 · 미금 · 판교 · 강남 방면 |
| 하행 | ● 신분당선 | 광교기지 입고 열차 당역 종착                  |

## 역 주변
| 나가는 곳 | 방면                                                          |
| --------- | ------------------------------------------------------------- |
| 1         | 경기대학교 수원캠퍼스 광교종합사회복지관 가재울4거리 수원세관 |
| 2         | 광교초등학교 광교중학교 광교홍재도서관 월빙타운4거리 성죽공원 |

## 사진

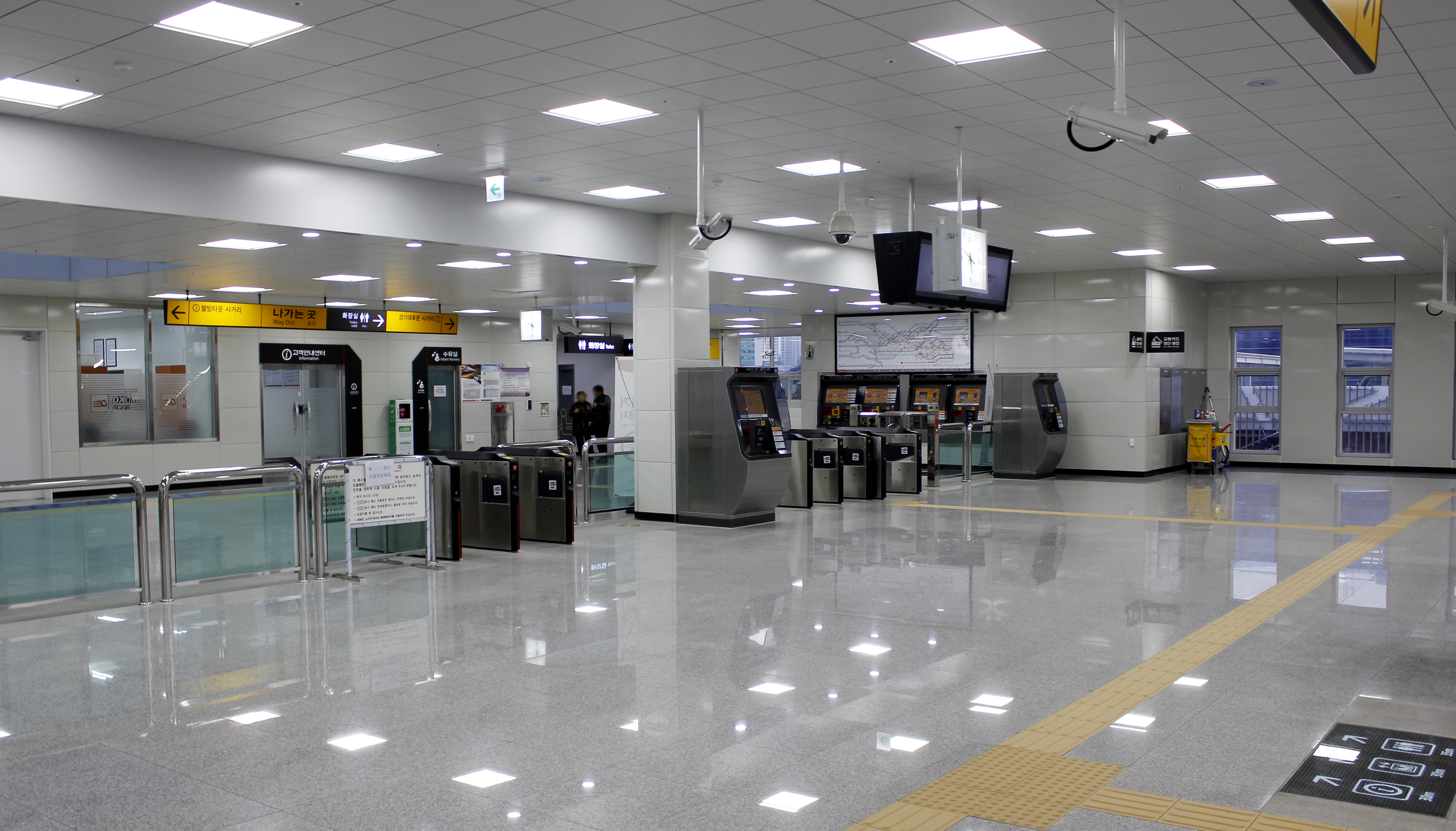
대합실

## 배선도
광교차량기지와 이 역의 배선도는 다음과 같다. 하행(당역 종착) 선로는 광교차량사업소와 연결되어 있으며, 모든 신분당선은 이 역에서 광교차량기지] 인입선을 통하여 회차하게 된다. 신사역과는 달리 이 역은 역 진입 전에 설치되어 있는 건넘선이 없으므로 신사 방면으로 돌아가기 위해서는 반드시 광교차량기지로 들어가야 회차할 수 있는 구조를 취하고 있다.

## 인접한 역
| 신분당선               | 신분당선   | 신분당선  |
| ---------------------- | ---------- | --------- |
| D18 광교중앙 신사 방면 | ● 신분당선 | 시·종착역 |